# 费县
费县位于中国山东省南部，是临沂市下辖的一个县；地处蒙山沂水，蒙山南部。县人民政府驻费城街道。
总面积1660平方公里，辖12个乡镇（街道）、1个省级经济开发区，现有381个行政村、34个城市社区，93万人。

## 地理
费县位于山东省南部，是临沂市下辖的一个县；蒙山之阳，抱犊崮之阴；东经117°36'~118°18'，北纬35°01'~35°33'。

## 行政区划
费县下辖1个街道办事处、10个镇、1个乡：
费城街道、上冶镇、薛庄镇、探沂镇、朱田镇、梁邱镇、新庄镇、马庄镇、胡阳镇、石井镇、东蒙镇和大田庄乡。

## 交通
- 鲁南高铁、兖石铁路、日兰高速和 327国道过境。
- 境内有铁路车站费县站及高铁站费县北站。

## 名称来源及读音
费县名称来源于鲁国大夫季友的私邑——费邑，而费邑的名称来源于季孙氏的采邑鄪（今音bì）国，所以"费"在此做地名的老派文读音是bi4，《广韵》也記載“鄪：邑名，在魯。費，上同。兵媚切”。兵媚切，就是和“秘”等字同音。然而至迟到清道光年间，费县的费字已被民间讹读作fèi。之后以讹传讹，广为流传。目前，在当地方言及普通话中，费县的费皆读作fèi。其實fei4源自《广韵》芳未切，另有字义。

## 历史
费县上古时为东夷之地。
东周春秋时期，被称鄪邑。《左传·僖公元年》:“公赐季友汶阳之田及费”即此。前566年，鄪邑作為鲁国季孫氏的私邑，季武子曾在此筑城。前530年，季平子的家臣南蒯占据鄪邑反叛，季平子以武力攻打两年才获胜。
战国时期有鄪国。
秦朝，为薛郡地。
西汉初年，置费县，属东海郡，郡都尉治此。武帝时设十三刺史部，东海郡属徐州。新莽时，改称顺从。
东汉，为列侯食邑，即侯国，属兖州泰山郡。
三国魏，属徐州琅琊郡，
晋朝，属徐州琅琊国。
南朝宋泰始间，改隶徐州琅琊郡。
北魏永安二年，随琅琊郡改属北徐州。
北齐时，承魏制不变。
北周时，属沂州琅琊郡。
隋开皇间废郡，实行州县两级制，费县属沂州；大业间改州为郡，费县属琅琊郡。
隋末，费县因动乱废。
唐武德四年，复置费县，属河南道沂州(琅琊郡)。
宋朝，属京东东路沂州(琅琊郡)。
金时，属山东东路沂州。
元朝，地方设行中书省，今山东地区直属中书省，称腹里。费县属腹里山东益都路沂州。
明朝，改行中书省为承宣布政使司(习惯仍称行省),费县先后属山东承宣布政使司的青州府沂州和兖州府沂州。
清雍正二年，沂州由散州改为直隶州，十二年升为府，费县属山东省沂州府。
民国初年，属济宁道；1925年，改属琅琊道；1928年，直属山东省。
1929年，建立共产党的组织，陈毅、罗荣桓、徐向前、谷牧等老一辈革命家曾在费县这里战斗生活，进行过大青山突围战、柱子山歼灭战等大小战斗百余次。所以费县是革命老区。
1936年，属山东省第三行政区。
1940年6月，中共山东分局根据抗日斗争需要，将滋临公路以北、汶河以西地区划为费北县，属鲁中行政区；将滋临公路以南的西半部地区划为费南县，属鲁南行政区。
同时，将费县东北部及临沂县、沂水县边联地区划为临费沂边联县；1941年1月，临费沂边联县费县部分又划回，改为费东行署；1942年底，费东行署改为费东县，隶鲁中行政区。1942年7月，费县、滕县边联地区建立费滕边县，属鲁南行政区1942年10月，在原费县西部天宝山一带成立费西办事处，在南部新庄、石井及临沂县西南部成立临费办事处，均隶属鲁南行政区。
1943年7月，费滕边县、费西办事处和临费办事处撤销；1944年1月，建立温河县，隶属鲁南行政区第一专区。同时，费南县改称费县；1946年4月，又改称平邑县。
1947年以前，国民党政权的建置及区划沿袭抗日战争以前未变，费县仍山东省第三行政区督察专员公署领导。随着抗日斗争的开展，国民党政权对中共领导下的抗日根据地及日伪占领区已失去控制，名存实亡。1946年1月，费北县、费东县合并建立蒙山县。1946年4月，温河县改为费县，仍隶属鲁南行政区第一专区，1948年1月划归鲁南行政区第三专区。
1948年7月，置鲁中南行政区，费县隶属鲁中南行政区第五专区(1949年7月改台枣专区)。
1950年5月，鲁中南行政区台枣专区撤销，费县划属临沂专区。
1952年3月，撤销蒙山县，上冶、白埠、薛庄、诸满、汪沟五区划归费县。
1956年春，朱田区由平邑县划入费县。
1994年12月17日，经中华人民共和国国务院批准，同意山东省撤销临沂地区，设立地级临沂市。费县同被临沂市所管轄。

## 人口
根据第七次全国人口普查数据，截至2020年11月1日零時，费县常住人口798403人。

## 地理
费县县城距临沂市40千米。
费县素有“奇石之乡”的美誉，集瘦、漏、皱、透、丑诸特点于一身，被誉为“世纪之交在中国北方发现的最伟大的自然奇迹”。

## 古迹
费县境内存有大量历史古迹，有大汶口文化、龙山文化等遗址150多处，有国家二级文物徐子鼎、王莽“金错刀”古币等馆藏文物2000多种，有乾隆皇帝下江南时留下的诗文和米芾、秦观等历史名人留下的墨宝。
费县境内上冶镇西毕城、古城、宁国庄有“费县故城”，水湖村有西汉“九女坟”；另有费城街道潘家疃“东汉画像墓”、朱田镇“苑上汉墓群”、胡阳镇城头村西隋朝四面50人造像碑、石井镇金代“荆山寺碑”等。
费县是唐代政治家、书法家颜真卿的故里。费城街道鲁公庙颜鲁公碑系宋代学士秦观和书法家米芾所写，此碑在文化革命中被破坏，后在县文化馆存拓片。

## 旅游特色
- 费县奇石
- 费县塔山森林公园
- 沂蒙云瀑洞天景区

## 名人
- 闵损
- 臧霸
- 颜含
- 颜真卿
- 颜杲卿
- 王雅量
- 左宝贵

## 歌曲
- 沂蒙山小调诞生地

## 教育
- 青岛理工大学费县校区位于费县东外环开发区
- 临沂大学费县分校位于费县文化路中段

## 方言
费县方言属北方方言中的中原官话区。费县方言与普通话的语音差别较大，词汇次之，语法差别最小。随着社会政治、经济的发展和科学文化的日益普及，费县话正逐渐向普通话靠近。许多方言土语正逐步被普通话代替。但与普通话比较，差异仍然不小。
由于历史、地理的原因，费县境内形成东西两块方言小区，语音方面各具特点。费县东部在部分中老年人的发音中存有尖音,如将“精、修”读作“tsin、siou”。费县西部在发音中有一组唇齿音声母与普通话差别大,如把“猪”读作“pfu”。
费县方言有四个单字调(不包括变调和轻声)，即阴平、阳平、上声、去声。但与普通话声调比较，调值不同。
|          | 费县话 | 费县话 | 普通话 | 普通话 |
| -------- | ------ | ------ | ------ | ------ |
| 例字     | 调类   | 调值   | 调类   | 调值   |
| 高梯衣灯 | 阴平   | 314    | 阴平   | 55     |
| 时图渠灵 | 阳平   | 53     | 阳平   | 35     |
| 使体堵举 | 上声   | 55     | 上声   | 214    |
| 是度巨户 | 去声   | 312    | 去声   | 51     |